# Nils Palmstierna
Nils Palmstierna, född 1 november 1696 i Stockholm, död 10 februari 1766 på godset Sörby i Närke, var en svensk friherre, militär och riksråd.

## Biografi
Palmstierna studerade vid Lunds universitet och Uppsala universitet, inträdde 1716 i krigstjänst och blev 1723 ryttmästare. 1725 gick han i fransk krigstjänst och deltog 1733-1735 i polska tronföljdskriget under Moritz av Sachsens befäl. Palmstierna var en av Hattpartiets ivrigaste anhängare, hänsynslös och oförsonlig mot motståndare, men orädd och öppen. "Han var kanske mera hatad än någon annan bland hattarna, men i hatet blandade sig åtminstone icke något förakt."
Första gången han väckte uppmärksamhet inom det politiska livet var 1735, då han som kurir förde till Paris en svensk-fransk förbundstraktat. Genom hans verkliga eller föregivna opasslighet fördröjdes återsändandet av ratifikationen därpå; och under det rådrum, som därigenom bereddes den franska regeringen, beslöt denna att tillsvidare återta ratifikationen, vilket blev en väsentlig orsak till Arvid Horns och de gamla mössornas fall vid riksdagen 1738-1739. Under denna uppträdde Palmstiernas som en av hattpartiets förnämsta talare på Riddarhuset och tjänstgjorde som mellanhand mellan lantmarskalken, Carl Gustaf Tessin, och det franska sändebudet, varför han också belönades med fullmakt som fransk maréchal de camp och, 1739, med svenska ministerplatsen i Köpenhamn. Därifrån erhöll han permission för att bevista 1740 års riksdag, fick under denna plats i det s. k. sekretissimum, som skulle förbereda det ryska kriget, var en av de ivrigaste förespråkarna för detta, som han förklarade vara "Sveriges rätta göromål", deltog i att på förhand uppsätta fredsvillkoren och var en hätsk förföljare av den olycklige Gustaf Johan Gyllenstierna samt andra för hattarna misshagliga personer.
Då hattarnas stjärna bleknade till följd av krigets olyckliga utgång, stannade Palmstierna i Köpenhamn under de närmast följande åren och återkom först 1744. Vid den följande riksdagen, då hattarna åter befäste sin makt, blev han riksråd (22 december 1746), och han utmärkte sig nu för mycken hätskhet mot Kristofer Springer och Samuel Åkerhielm med anledning av den så kallade principalatsfrågan.
I striden mellan hattrådet och Adolf Fredrik tog Palmstierna livligt del, och under den därav föranledda rättegången mot Olof von Dalin ville han 1757 skärpa dennes straff till vatten och bröd. Då regeringen befarade oroligheter med anledning av motgångarna i pommerska kriget, i vars utbrott Palmstierna även haft en väsentlig del, tillsattes en utomordentlig kommission med uppdrag att uppspåra och döma förrädiska stämplingar. Som dennas ordförande fick Palmstierna ett utmärkt tillfälle att tillfredsställa sin förföljelseifver. Med anledning av några tämligen betydelselösa stämplingar i Dalarna blev omkring 100 personer underkastade rannsakning, 238 vittnen hördes, tortyr användes, och 7 personer dömdes till döden (de benådades dock med andra straff). Därigenom ådrog Palmstierna sig emellertid allmän förbittring; och då hattarna vid 1760 års riksdag hotades med efterräkning för kriget, uppoffrades han av sina egna partivänner och förklarades, sedan man förgäves sökt förmå honom att frivilligt vika för stormen, 28 februari 1761 förlustig ständernas förtroende.
Redan samma år återkallades han dock i riksrådet, men vägrade med stolthet att efterkomma kallelsen. År 1747 hade han fått friherrlig värdighet. Palmstierna var 1752-1761 kansler för Lunds universitet och visade sig även på denna plats som en kraftig styresman och ivrig partiman. Han blev 1740 ledamot av Vetenskapsakademien och har till dess handlingar lämnat åtskilliga bidrag.
Nils Palmstierna var son till Magnus Palmstierna (1666–1716), lagman i Skåne och Blekinge, som före sitt adlande 1692 hette Magnus Schiller. Nils Palmstierna var far till överste Måns Palmstierna (1753–1815).

## Bilder

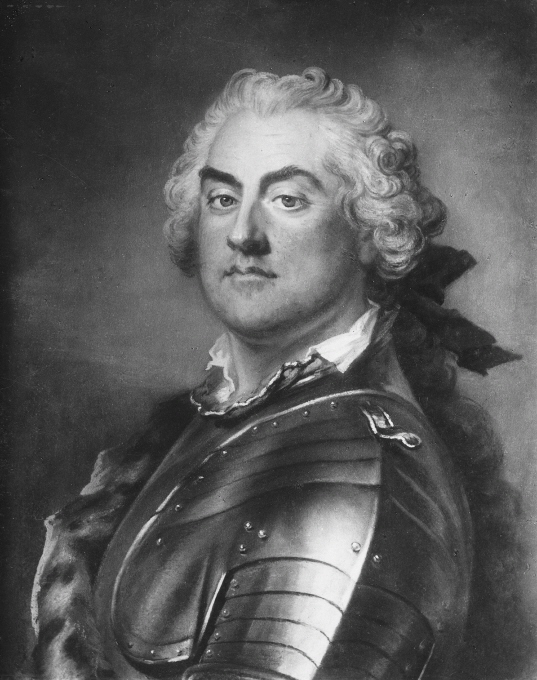
Nils Palmstierna iklädd rustning. Avporträtterad av Gustaf Lundberg.